# Amours d'artiste
Pour plus de détails, voir Fiche technique et Distribution.
Amours d'artiste ou Amours d'actrice (Loves of an Actress) est un film américain réalisé par Rowland V. Lee, sorti en 1928.

## Fiche technique
- Titre : Amours d'artiste
- Autre titre : Amours d'actrice
- Titre original : Loves of an Actress
- Réalisation : Rowland V. Lee
- Scénario : Rowland V. Lee et Ernest Vajda
- Photographie : Victor Milner
- Montage : Robert Bassler et E. Lloyd Sheldon
- Musique : Karl Hajos
- Pays d'origine : États-Unis
- Format : Noir et blanc
- Genre : drame et romance
- Date de sortie : 1928

## Distribution
- Pola Negri : Rachel
- Nils Asther : Raoul
- Mary McAllister : Lisette
- Richard Tucker : Baron Hartman
- Philip Strange (en) : Conte Vareski
- Paul Lukas : Dr. Durande
- Nigel De Brulier : Samson